# Víčka (hudební skupina)
Víčka byla česká bigbítová hudební skupina. Vznikla v září roku 1971 z původní anglicky nazvané skupiny „The We“. Původní sestavu tvořili: Štěpán Alexa (kytara, zpěv), Petr Holý (baskytara), Antonín Dolnák (housle), Jan Řehák (klávesy), Josef Kufa (bicí). Žánrem skupiny byl Blues rock, Experimentální rock a Hard rock. Skupina si získala oblíbenost mezi fanoušky hlavně v Ústeckém a Plzeňském kraji. Nikdy nenatočila studiové album ale tvořila vlastní autorské skladby. Na scéně působila od roku 1971 až do roku 1976. Poté živě vystoupila jen sporadicky např. v roce 2018 po vernisáži k výstavě: "Underground a bigbít na Chomutovsku" v domovském Chomutově. 

## Historie

### Založení
Ještě před vznikem skupiny v roce 1971, Štěpán Alexa, Josef Kufa a Jindřich Franče hráli jako baroví muzikanti v nočních podnicích, tento způsob obživy jim však nevyhovoval, neboť neodpovídal Alexovo představám. A v září 1971 Alexa a Kufa zakládají (již bez Frančeho) novou hudební skupinu do které, přicházejí: baskytarista Petr Holý a díky iniciativě Kufy také klávesista Jan Řehák. Jako poslední do skupiny přichází hráč na housle Antonín Dolnák.

### 1971–1972
Zprvu skupina neměla žádný vlastní repertoár, hrála především skladby od skupin s hard-rockovým a heavy-metalovým zvukem: Uriah Heep a Led Zeppelin. Používal techniku vícehlasého zpěvu, kterou právě Uriah Heep představovali. Vlastní repertoár skupina tvořila během desetihodinových zkoušek, které skupina denně absolvovala. Následující rok pro skupinu znamenal velký vzestup: zvýšila se koncertní návštěvnost, koncertní program byl velmi promyšlen a skupina se účastnila různých hudebních festivalů, kde většinou vyhrála. Skupina musela jako všechny hudební skupiny za socialismu absolvovat odbornou kvalifikaci tzv. přehrávky.

### 1973–1974
Víčka stáli na vrcholu, manažerem se stal špičkový zařizovatel Josef Vykrůtil, avšak ze skupiny odchází houslista Antonín Dolnák, který skupinu opustil z osobních záležitostí. Skupina hrála dál i jako kvarteto a zúčastnila se nesoutěžního hudebního festivalu: 3. beatfestivalu v Mostě 73. Zájmy o skupinu stoupali a skupina se pak začala rovnat se známějšími skupinami jako např. Katapult. V Mostě skupina vystoupila v kulturním domě REPRE, kde svým počtem diváků překonala i slavnou maďarskou skupinu Omegu. Běsnící dav na koncertě dokonce zdevastoval svým během k pódiu schodiště. Úspěch skupina zaznamenala také v Plzeňském kraji, kde se podobné nápory fanoušků také staly. Koncertní sály byly opravdu hojně naplněné a proto se některý dav ani do sálu nevešel. Festivaly ,které Víčka "dobývali" byly později doprovázeny nepříjemnými protesty, které skupinu znepokojovali a proto se Víčka rozhodli festivalů neúčastnit.

### 1975–1976
I po odloučení od soutěžních i nesoutěžních festivalů, skupina stále objížděla svá teritoria a vystupovala stále ve své domovské scéně: v chomutovském klubu Švermák. A právě tam kde skupina začínala tak také skončila, neboť se do vedení dostávali komunisté, kteří tvrdě v rámci Normalizace potlačili rockové "radovánky" v Chomutově. Vedle hudebních okruhů se v klubu konaly také plesy, divadelní představení, fotografické i filmařské kroužky, součástí klubu byla také kavárna i restaurace a i tyto neškodné aktivity se staly "trnem v oku" komunistickému vedení. Alexa proto skupině navrhl z klubu odejít a proto skupina pro zbytek svých posledních koncertů odehrála v chomutovském armádním domě, který se proměnil v koncertní sály. Víčka poté absolvovala druhou odbornou kvalifikaci, kde skupina dál již neprošla tudíž se rozpadla.
Při normalizačním útlaku se skupina rozpadla a každý šel svou cestou. Štěpán Alexa ve svém hudebním angažmá zůstal a během let se stal členem skupin: Orient, v doprovodné kapele Jany Kratochvílové nebo Benefit. Stal se také zvukařem několika skupin a dokonce se podílel i na ozvučení legendárního koncertu Pražského výběru (koncem 80. let) v pražské sportovní hale.

### 1993–1995
V roce 1993 svolává Alexa v chomutovském armádním domě všechny legendární švermácké kapely, včetně Víček. Vedle Víček vystoupili v armádním domě také mnohem starší skupiny jako např. Delfíni. O dva roky později Alexa zakládá v Chomutově rockový klub Jumbo, kde Víčka opět hrají. Založený klub se stal později diskoklubem, a slibné pokoušení o návratu trvalého bigbeatového zázemí pro skupiny se zatím nevydařilo.

### 2000–2010
V roce 2000 probíhá další schůze švermáckých kapel a tentokrát v chomutovském divadle. Je obnoven klub Švermák a od roku 2002 klub hostil Alexu ale zatím bez Víček. Roku 2006 vydává Alexa knihu: Historie chomutovského bigbítu aneb zlaté časy Švermáku, kde jistě nechybí historie Víček. Víčka vystoupila ve Švermáku ojediněle a to v roce 2009. V roce 2010 jsou založeny Alexou webové stránky Švermáku.

### 2011–2018
Alexovo přání o návratu Víček se stalo neúspěšné: někteří členové odmítali zkoušet. V roce 2012 uspořádává akci s názvem: 50 let chomutovského bigbítu a opět zde vystoupili legendární skupiny Švermáku včetně skupiny We (skupina ve které Alexa působil). Alexa právě vystoupil se svojí původní kapelou The We, protože Víčka na koncertní akci nebyla připravená kvůli zanedbávanému zkoušení. Klávesista Jan Řehák roku 2014 umírá, což skupinu velmi silně zarmoutilo, jelikož se svým klávesistou nestihla po rozpadu odehrát více koncertů. A teprve v roce 2018 skupina vystoupila v chomutovském atriu SKKS v rámci programu s vernisáží k výstavě: "Underground a bigbít na Chomutovsku", kterou uspořádalo chomutovské Oblastní muzeum. Koncertní část zahajoval kytarista Václav "Bahňous" Blábolil a poté vystoupila se svým hodinovým koncertem Víčka. Koncertem provázel vyznavač undergroundového hnutí a signatář Charty 77: František Stárek.

## Název
Název skupiny vznikl podle kytaristy Štěpána Alexy tak, že si jej přizpůsobili sami fanoušci, prý jen doplnili k názvu We (název předchozí Alexovy skupiny) písmena čka, což se skupině hodilo, protože anglické názvy skupin byly často za socialismu zakazovány.

## Logo
Logo bylo výtvarné dílo představující hlavu mytické postavy Gorgony, které sloužilo jako scénické pozadí. Na tvorbě tohoto díla se podílel také známý akademický malíř Kamil Sopko. V roce 2018 na koncertě logo slavnostně odhalil na svém velkém bubnu bubeník skupiny Josef Kufa.

## Underground a bigbít na Chomutovsku
Audiovizuální výstavu připravovalo grafické studio TRIFOR a prostory k výstavě umožnilo Oblastní muzeum v Chomutově. Výstava byla soustředěna na undergroundové hnutí které výstava přiblížila fotografiemi stylu žití a na rockovou hudbu, která v Chomutově působila v hudebním klubu Švermák. Předměty, kostýmy, hudební nástroje, audio nahrávky tamějších skupin nebo filmové záznamy dokumentující historii rockové hudby v Chomutově a také tlak normalizace na undergroundové hnutí, které se na hudbu vázalo.

## Sestava
- Štěpán Alexa – (kytara, zpěv)
- Petr Holý – (basová kytara, zpěv (zemřel)

- Antonín Dolnák – (housle, zpěv) (1971–1973) (zemřel)
- Jan Řehák – (klávesy, zpěv) (zemřel)
- Josef Kufa – (bicí, zpěv)